# Tea
Tea is een plaats (city) in de Amerikaanse staat South Dakota, en valt bestuurlijk gezien onder Lincoln County.

## Demografie
Bij de volkstelling in 2000 werd het aantal inwoners vastgesteld op 1742.
In 2006 is het aantal inwoners door het United States Census Bureau geschat op 2744, een stijging van 1002 (57.5%).

## Plaatsen in de nabije omgeving
De onderstaande figuur toont nabijgelegen plaatsen in een straal van 16 km rond Tea.